# 영등포중학교
영등포중학교(永登浦中學校)는 대한민국 서울특별시 동작구 대방동에 있는 공립 중학교이다.

## 학교 연혁
- 1906년 4월 7일 : 한국 농상공부 소관의 농상공학교로 개교
- 1938년 3월 29일 : 경성공립공업학교로 설립 인가
- 1946년 9월 1일 : 서울공립공업중학교로 개칭 (6년제)
- 1951년 8월 31일 : 영등포중학교와 서울공업고등학교로 분리
- 1951년 10월 12일 : 부산시 초량동 피난 교사에서 개교식 거행
- 1952년 3월 28일 : 제1회 졸업식 거행 (졸업생수 227명)
- 1954년 12월 29일 : 초대 김태주 교장 취임
- 1959년 3월 13일 : 영등포고등학교 병설 인가
- 1959년 10월 12일 : 영등포중학교 본관(2층) 신축 준공
- 1968년 10월 1일 : 영등포중ㆍ고등학교 분리
- 1969년 11월 30일 : 별관(5층) 신축 준공
- 1980년 7월 12일 : 신관(3층) 증축
- 1998년 11월 30일 : 본관 건물 준공 (지하 3층, 지상 4층)
- 2000년 1월 29일 : 체육관 준공
- 2022년 9월 1일 : 제26대 김영희 교장 취임
- 2023년 2월 3일 : 제72회 졸업식(졸업생 수 68명, 총 36,956명)

## 참고 자료
- 영등포중학교 - 한국교육학술정보원 학교알리미